# Powstanie Czedżu
Powstanie Czedżu – powstanie na wyspie Czedżu na terenie Korei Południowej, które wybuchło 3 kwietnia 1948, a ostatnie walki rozegrały się w 1949 roku. Powstanie zostało brutalnie stłumione przez siły proamerykańskie, w walkach i rządowych pacyfikacjach zginęło 27 719 mieszkańców wyspy, a zniszczeniu uległo 39 285 budynków.

## Geneza
14 listopada 1947 Organizacja Narodów Zjednoczonych przegłosowała rezolucję ONZ nr 112, wzywającą do przeprowadzenia w Korei wyborów pod nadzorem Komisji ONZ. Związek Radziecki odmówił zastosowania się do rezolucji i dostępu komisji do północnej części kraju. Wybory na północy odbyły się przy frekwencji w wysokości 99,6%. 86,3% wyborców poparło kandydatów wspieranych przez rząd. Południowokoreańska Partia Pracy postanowiła bojkotować wybory na południu.
Okupacyjne władze amerykańskie szacowały, że około 60 000 (20% ogółu) mieszkańców wyspy Czedżu było członkami partii socjalistycznej i przystąpiły do zorganizowanej akcji przeciw komunistom. Aresztowano 2500 działaczy, z których co najmniej trzech zostało zabitych, a wielu innych było torturowanych przez policję.

## Przebieg
3 kwietnia 1948 policja na wyspie ostrzelała demonstrację upamiętniającą walkę Koreańczyków z japońskimi okupantami. Oburzeni wyspiarze zaatakowali 12 posterunków policji. Ten dzień przyjmuje się za początek powstania.
W pierwszych walkach zginęło ok. 100 policjantów i cywilów. Rebelianci spalili centra wyborcze. Rząd Korei Południowej wysłał 3000 żołnierzy na pomoc lokalnej policji, ale 29 kwietnia kilkuset żołnierzy zbuntowało się przeciwko dowódcom, wręczając duże ilości broni rebeliantom. Rząd w Seulu zorganizował bojówki antykomunistyczne, składające się głównie z młodzieży wywodzącej się ze środowisk skrajnej prawicy. Bojówki przystąpiły do zabijania mężczyzn mieszkających na wyspie, zawłaszczając przy tym ziemie należące do ofiar.

### Próby rozwiązania konfliktu
Generał Kim Ik Ryŏl, dowódca wojsk Korei Południowej na wyspie, próbował zakończyć powstanie poprzez pokojowe negocjacje z rebeliantami. Spotkał się kilkakrotnie z jednym z liderów rebeliantów Kim Dal Samem (komunistą), ale żadna ze stron nie mogła zgodzić się na stawiane warunki. Rząd chciał natychmiastowego złożenia broni przez rebeliantów. Buntownicy natomiast domagali się rozbrojenia miejscowej policji, zwolnienia wszystkich urzędników rządzących na wyspie, delegalizacji terrorystycznych grup paramilitarnych na wyspie i ponownego zjednoczenia państwa koreańskiego.

### Walki partyzanckie
Gdy siły rządowe opanowały pas nadmorski, partyzanci wycofali się w góry, gdzie założyli swoje obozy wypadowe. Cześć mieszkańców zamieszkująca rolnicze obszary wyspy pomiędzy wybrzeżem i wzgórzami znalazła się w potrzasku pomiędzy walczącymi stronami. W październiku 1948 roku armia rebeliantów, składająca się z około 4000 słabo uzbrojonych żołnierzy, zwyciężyła w szeregu walk z wojskiem. Wiosną 1949 roku na wyspę przysłano cztery bataliony wojsk Korei Południowej. Połączone siły szybko wygrały starcia z siłami rebelianckimi. 17 sierpnia 1949 kierownictwo wojsk rebelianckich rozpadło się po zabiciu ich głównego przywódcy – Yi Tuk-ku. W czasie powstania na wyspie znajdowała się też niewielka liczba Amerykanów, kapitan Jimmie Leach był jedynym oficjalnym „doradcą” w składzie sił południowokoreańskich. Później wyspę wizytował generał William Roberts. Amerykanie nie zareagowali na brutalną pacyfikację wyspy, nazywając ją „udaną akcją”.
Bezpośrednio po wybuchu wojny koreańskiej, wobec ofensywy Korei Północnej na Południową, wojsko południowokoreańskie przeprowadzało „prewencyjne” obławy na podejrzanych działaczy w całym kraju. Także tysiące osób zostało aresztowanych na Czedżu. Podejrzani byli sortowani na cztery grupy, oznaczone literami A, B, C i D. 30 sierpnia 1950 starszy oficer południowokoreańskiego wywiadu policji w Czedżu, nakazał zabicie wszystkich osób w grupie C i D przez pluton egzekucyjny nie później, niż 6 września.